# Tennis Australia
Tennis Australia er det styrende organ for tennissporten i Australien. Organisationen har til formål at promovere tennis i Australien og arrangere nationale og internationale turneringer, herunder grand slam-turneringen Australian Open. Organisationen har hovedkontor i Melbourne Park i Melbourne. Forbundet er medlem af International Tennis Federation og Oceania Tennis Federation.
Tennis havde været spillet i Australien siden ca. 1877, men forbundet blev først stiftet i 1904 under navnet Australasian Lawn Tennis Association (ALTA) som et fælles tennisforbund for Australien og New Zealand, så de kunne stille op i Davis Cup med et fælles hold. I 1922 blev New Zealand Lawn Tennis Association, der indtil da havde været et regionalt forbund under ALTA, udskilt som et selvstændigt nationalt tennisforbund for New Zealand.

## Organisation
Tennis Australia har otte regionale forbund med ca. 700.000 individuelle medlemmer.
- Tennis Australian Capital Territory
- Tennis New South Wales
- Tennis Northern Territory
- Tennis Queensland
- Tennis South Australia
- Tennis Tasmania
- Tennis Victoria
- Tennis West

## Turneringer
Tennis Australia er (med)ejer eller (med)arrangør af følgende internationale turneringer:
- Australian Open
- Brisbane International
- Hobart International
- Hopman Cup
- Kooyong Classic
- Sydney International
- World Tennis Challenge

## Formænd
| Navn           | Periode   |
| -------------- | --------- |
| W.H. Forrest   | 1904–1909 |
| P.B. Colquhoun | 1909–1926 |
| Norman Brookes | 1926–1955 |
| D.M. Ferguson  | 1955–1960 |
| N.W. Strange   | 1960–1965 |
| C.A. Edwards   | 1965–1969 |
| W.V. Reid      | 1969–1977 |
| B.R. Tobin     | 1977–1989 |
| G.N. Pollard   | 1989–2010 |
| Steve Healy    | 2010–2017 |
| Chris Freeman  | 2017–     |